# Stiriacum flórajárás
A Stiriacum flórajárás (stájer flórajárás) a kelet-alpi flóravidék egyik, Szlovéniából hazánkba is átnyúló flórajárása. Magyarországon a Vendvidéki-dombság (Goričko) hazánkba átnyúló, keleti vége, a Vendvidék növényzetét soroljuk ide.
A dombok anyaga savanyú, kavicsos hordalék. Az éghajlat csapadékos, dealpin jellegű.
Meghatározó növénytársulásai a jegenyefenyvesek (Abieti-Piceetum) és a lucelegyes bükkösök (Bazzanio-Abietetum).
A jegenyefenyős bükkösök jellemző fenyőfajai:
- közönséges lucfenyő (Picea abies),
- közönséges vörösfenyő (Larix decidua)
- közönséges jegenyefenyő (Abies alba).

A gyertyános-tölgyesekben és bükkösökben tűnik fel az erdei ciklámen (Cyclamen purpurascens).
A hegyi réteken megjelenik a
- réti palástfű (Alchemilla xanthochloa).

A közönséges erdeifenyő mindenütt elterjedt – tiszta, áfonyás fenyvesekként és tölgyelegyes fenyvesekben is. Az erdei fenyvesekre és mészkerülő lombos erdőkre jellemző növények:
- kapcsos korpafű (Lycopodium clavatum),
- lapos korpafű (Lycopodium complanatum),
- hegyi páfrány (Lastraea limbosperma),
- erdei bordapáfrány (Blechnum spicant),
- buglyos páfrány (Phegopteris connectilis),
- fecsketárnics (Gentiana asclepiadea),
- fekete áfonya (Vaccinium myrtillus),
- csarab (Calluna vulgaris),
- kereklevelű körtike (Pyrola rotundifolia),
- zöldes körtike (Pyrola chlorantha),
- kis körtike (Pyrola minor),
- egyvirágú körtike (Moneses uniflora),
- havasi éger (Alnus viridis),
- avarvirág (Goodyera repens) – ez egy korhadéklakó orchidea.

Érdekességek a reliktum jellegű melegkedvelő fenyvesek (Lino flavae-Pinetum)
- sárga lennel (Linum flavum) és
- szőrös rekettyével (Genista ovata subsp. nervata).

Leginkább a patakparti égerligetekben találjuk meg a flóra magashegyi-alpesi elemeit:
- struccpáfrány (Matteuccia struthiopteris),
- havasi éger (Alnus viridis),
- osztrák zergevirág (Doronicum austriacum)
- erdei zsurló (Equisetum sylvaticum),
- fehér acsalapu (Petasites albus),
- szőrös baraboly (Chaerophyllum hirsutum).

Jellemző még a kereklevelű galaj (Galium rotundifolium).